# Сайзак
Сайзак — посёлок в Таштагольском районе Кемеровской области. Входит в состав Кызыл-Шорского сельского поселения.

## География
Центральная часть населённого пункта расположена на высоте 534 метров над уровнем моря.

## Население
По данным Всероссийской переписи населения 2010 года, посёлок Сайзак не имеет постоянного населения.